# 水上村 (兵庫県)
水上村（みずかみむら）は、兵庫県飾磨郡にあった村。現在の姫路市中心部の北北東、市川の右岸、播但線・野里駅の周辺にあたる。

## 地理
- 山岳：増位山
- 河川：市川

## 歴史
- 1889年（明治22年）4月1日 - 町村制の施行により、飾東郡保城村・西中島村・白国村および野里村の大部分（字梅ヶ坪を除く）の区域をもって発足。
- 1896年（明治29年）4月1日 - 所属郡が飾磨郡に変更。
- 1933年（昭和8年）4月1日 - 姫路市に編入。同日水上村廃止。

## 交通

### 鉄道路線
- 鉄道省
  - 播但線
    - 野里駅